# Сереброгольмий
Сереброгольмий — бинарное неорганическое соединение, интерметаллид
гольмия и серебра
с формулой AgHo,
кристаллы.

## Получение
- Сплавление стехиометрических количеств чистых веществ:

{\displaystyle {\mathsf {Ho+Ag\ {\xrightarrow {1165^{o}C}}\ AgHo}}}

## Физические свойства
Сереброгольмий образует кристаллы
кубической сингонии (примитивная решётка), пространственная группа P m3m, параметры ячейки a = 0,3591 нм, Z = 1,
структура типа хлорида цезия CsCl
.
Соединение конгруэнтно плавится при температуре 1165 °C.